# Лобинцев, Никита Константинович
Ники́та Константи́нович Ло́бинцев (род. 21 ноября 1988, Свердловск-44, Свердловская область) — российский пловец, двукратный призёр Олимпийских игр.

## Биография
Никита Лобинцев родился 21 ноября 1988 года в закрытом городе Свердловске-44 (ныне — город Новоуральск Свердловской области).
Серебряный призёр Олимпийских игр 2008 года в Пекине в составе эстафетной команды России в заплыве 4×200 метров вольным стилем (Состав сборной: Никита Лобинцев, Евгений Лагунов, Данила Изотов, Александр Сухоруков и Михаил Полищук — предварительный заплыв).
Бронзовый призёр Олимпийских игр 2012 года в Лондоне в составе эстафетной команды России в заплыве 4×100 метров вольным стилем (Состав сборной: Андрей Гречин, Никита Лобинцев, Владимир Морозов, Данила Изотов).
Выступает за Московскую (Руза) и Свердловскую области. Первый тренер в Новоуральске Александр Кибенко работает со спортсменом и в настоящее время, когда Никита находится дома в родном бассейне.
Международная федерация плавания отказалась допустить спортсмена к олимпийским играм 2016 года.

## Награды
- Медаль ордена «За заслуги перед Отечеством» I степени (13 августа 2012 года) — за большой вклад в развитие физической культуры и спорта, высокие спортивные достижения на Играх XXX Олимпиады 2012 года в городе Лондоне (Великобритания)[3]
- Медаль ордена «За заслуги перед Отечеством» II степени (2 августа 2009 года) — за большой вклад в развитие физической культуры и спорта, высокие спортивные достижения на Играх XXIX Олимпиады 2008 года в Пекине[4]
- Почётная грамота Президента Российской Федерации (19 июля 2013 года) — за высокие спортивные достижения на XXVII Всемирной летней универсиаде 2013 года в городе Казани[5]
- Заслуженный мастер спорта России